# Sociedade Recreativa Boa União Parchalense
A  Sociedade Recreativa Boa União Parchalense ou Parchalense é um clube desportivo português sediado na freguesia do Parchal, Município de Lagoa e Distrito de Faro.

## História
Fundado em 1934, e por se tratar de mais uma equipa regional proveniente de uma freguesia pouco abastada, o Parchalense nunca conseguiu cativar fãs a uma escala maior, sustentando-se quase totalmente do futebol das camadas jovens, dos patrocinadores e dos seus escassos associados. Nos últimos anos, o clube tinha como casa o Complexo Desportivo Municipal de Estômbar, onde recebia os jogos dos seniores e das camadas mais jovens. Devido à inexistência de um clube nessa localidade (Estômbar), o Parchalense usufruía desse estádio, até ao ressurgimento do clube local, igualmente em 2006, o Clube de Futebol Os Estombarenses, que passaram assim a fruir do estádio. Essa sucessão de acontecimentos, aliada aos evidentes problemas financeiros do clube, ditaram a extinção do mesmo no final da época 2005/06. Era então presidente José Vitorino e o clube disputava a 1ª divisão distrital da Associação de Futebol do Algarve.
Após este extinção da equipa, o Parchalense passou por largos anos onde as dificuldades financeiras não permitiram o ressurgimento de equipas, quer no Futebol (sénior e camadas jovens) ou quer no futsal, no entanto, na época 2018/19 o Parchalense apresenta-se com uma equipa federada de futsal feminino. Além desta equipa, o clube conta também com equipa de futebol de 11 de Veteranos.